# قلعه گاریز
قلعه گاریز که برفراز یک تپه کم ارتفاع واقع شده، حدود ۵۰۰ متر مربع وسعت دارد. قلعهٔ گاریز دارای ۴ برج است که بیشتر جنبه دفاعی و امنیتی داشته‌است. خشتِ بنایِ اولیهٔ قلعه به قبل از اسلام بر می‌گردد و در دوره‌های بعدی به مراتب مرمت و بازسازی شده‌است. شالودهٔ قلعه از سنگ بنا شده که بر آن خشتهای بزرگی قرار دارد. داخل قلعه جز بقایایی اندک چیزی برجا نمانده است. کمی دورتر چند برج چهار گوش خشت و گلی برپاست که قدمتش به بیش از ۲۰۰ سال قبل برمیگردد.